# Morten Hæstad
Morten Kruger Hæstad (Kristiansand, 11 marzo 1987) è un ex calciatore norvegese, di ruolo centrocampista.

## Biografia
È il fratello minore di Kristofer Hæstad.

## Carriera

### Club

#### Lo Start e i prestiti
Hæstad ha iniziato a giocare a calcio a livello giovanile nel Randesund, per trasferirsi successivamente allo Start. Ha esordito con la prima squadra l'11 maggio 2005, sostituendo Kai Risholt nell'incontro dell'edizione annuale del Norgesmesterskapet con il Lyngdal.
Sempre nella stagione, è stato prestato al Tønsberg, formazione militante nella 1. divisjon. Ha debuttato ufficialmente con la nuova squadra il 19 giugno 2005, nel successo per 4-1 sul Sogndal. Sempre con la maglia del Tønsberg, ha giocato altre 9 partite, di cui 8 da titolare e una subentrando a gara in corso. Al termine di questo prestito, è tornato momentaneamente allo Start, per poi essere prestato nuovamente, questa volta all'Haugesund.
Militante sempre nella 1. divisjon, con l'Haugesund ha disputato il primo incontro in data 9 aprile 2006, sostituendo Jan Fabiano Kristiansen nel corso del secondo tempo della sfida che ha visto il successo della sua squadra per 1-0 sul Follo. A fine stagione, ha totalizzato 25 presenze, senza mai andare a segno.

#### Il ritorno allo Start
Nel 2007 è tornato allo Start ed è stato aggregato alla prima squadra. Nel primo turno dell'Eliteserien 2007 ha debuttato contro l'Aalesund, sostituendo Alex Valencia e contribuendo al successo del suo club per 2-4, realizzando la rete del momentaneo 2-3. A fine stagione, lo Start è retrocesso nella 1. divisjon e Hæstad è rimasto in squadra, contribuendo ad ottenere un'immediata promozione. Nelle due stagioni seguenti, entrambe nella massima divisione, ha avuto meno spazio, non conquistando mai un posto da titolare fisso.

#### Kongsvinger
Il 12 agosto 2011 è stato ingaggiato dal Kongsvinger, a cui si è legato con un contratto valido fino al termine della stagione. Ha scelto la maglia numero 26. Ha esordito in squadra il 14 agosto, schierato titolare nella sconfitta per 4-0 in casa del Ranheim. Il 25 settembre ha realizzato la prima rete in squadra, nel pareggio per 2-2 contro l'Hønefoss. Il 30 novembre 2011, ha rinnovato il contratto per altre due stagioni.
È rimasto in squadra per circa due anni e mezzo, totalizzando 70 presenze e 3 reti, includendo gli incontri di coppa. Al termine del campionato 2013, il Kongsvinger è retrocesso nella 2. divisjon e Hæstad ha lasciato il club nella successiva finestra di trasferimento.

#### Hønefoss
Il 16 gennaio 2014, Hæstad ha firmato ufficialmente un contratto biennale con lo Hønefoss. Ha scelto la maglia numero 26. Ha esordito in squadra il successivo 6 aprile, schierato titolare nella sconfitta per 4-3 maturata sul campo del Bærum. Il 3 agosto 2014 ha segnato la prima rete in campionato, nella partita persa per 3-2 in casa del Bryne.
Il 25 ottobre 2015, al termine della 29ª giornata di campionato, il suo Hønefoss è matematicamente retrocesso in 2. divisjon, con un turno d'anticipo sulla fine della stagione. Il 28 novembre successivo, Hæstad ha annunciato il suo addio alla squadra, da cui si sarebbe svincolato a fine anno. Il 7 aprile 2016 ha annunciato il proprio ritiro dall'attività agonistica.

### Nazionale
Hæstad ha esordito con la Norvegia under 21 il 5 ottobre 2006, nella vittoria per 1-3 sui pari età della Danimarca, entrando in campo al posto di Vidar Nisja nel corso del secondo tempo.

## Statistiche

### Presenze e reti nei club
Statistiche aggiornate al 1º gennaio 2016.
| Stagione           | Club               | Campionato         | Campionato | Campionato | Coppe nazionali | Coppe nazionali | Coppe nazionali | Coppe continentali | Coppe continentali | Coppe continentali | Supercoppe | Supercoppe | Supercoppe | Totale | Totale |
| Stagione           | Club               | Comp               | Pres       | Reti       | Comp            | Pres            | Reti            | Comp               | Pres               | Reti               | Comp       | Pres       | Reti       | Pres   | Reti   |
| ------------------ | ------------------ | ------------------ | ---------- | ---------- | --------------- | --------------- | --------------- | ------------------ | ------------------ | ------------------ | ---------- | ---------- | ---------- | ------ | ------ |
| 2004               | Start              | 1D                 | 0          | 0          | CN              | 0               | 0               | -                  | -                  | -                  | -          | -          | -          | 0      | 0      |
| gen.-giu. 2005     | Start              | ES                 | 0          | 0          | CN              | 1               | 0               | -                  | -                  | -                  | -          | -          | -          | 1      | 0      |
| giu.-dic. 2005     | Tønsberg           | 1D                 | 10         | 0          | CN              | -               | -               | -                  | -                  | -                  | -          | -          | -          | 10     | 0      |
| 2006               | Haugesund          | 1D                 | 25         | 0          | CN              | ?               | ?               | -                  | -                  | -                  | -          | -          | -          | ?      | ?      |
| 2007               | Start              | ES                 | 14         | 2          | CN              | 3               | 0               | -                  | -                  | -                  | -          | -          | -          | 17     | 2      |
| 2008               | Start              | 1D                 | 28         | 3          | CN              | ?               | ?               | -                  | -                  | -                  | -          | -          | -          | ?      | ?      |
| 2009               | Start              | ES                 | 16         | 0          | CN              | 3               | 0               | -                  | -                  | -                  | -          | -          | -          | 19     | 0      |
| 2010               | Start              | ES                 | 8          | 0          | CN              | 1               | 0               | -                  | -                  | -                  | -          | -          | -          | 9      | 0      |
| gen.-ago. 2011     | Start              | ES                 | 3          | 0          | CN              | 1               | 0               | -                  | -                  | -                  | -          | -          | -          | 4      | 0      |
| Totale Start       | Totale Start       | Totale Start       | 69         | 5          |                 | ?               | ?               |                    | -                  | -                  |            | -          | -          | ?      | ?      |
| ago.-dic. 2011     | Kongsvinger        | 1D                 | 10         | 1          | CN              | -               | -               | -                  | -                  | -                  | -          | -          | -          | 10     | 1      |
| 2012               | Kongsvinger        | 1D                 | 27         | 2          | CN              | 3               | 0               | -                  | -                  | -                  | -          | -          | -          | 30     | 2      |
| 2013               | Kongsvinger        | 1D                 | 27         | 0          | CN              | 3               | 0               | -                  | -                  | -                  | -          | -          | -          | 30     | 0      |
| Totale Kongsvinger | Totale Kongsvinger | Totale Kongsvinger | 64         | 3          |                 | 6               | 0               |                    | -                  | -                  |            | -          | -          | 70     | 3      |
| 2014               | Hønefoss           | 1D                 | 24         | 3          | CN              | 2               | 1               | -                  | -                  | -                  | -          | -          | -          | 26     | 4      |
| 2015               | Hønefoss           | 1D                 | 26         | 2          | CN              | 3               | 0               | -                  | -                  | -                  | -          | -          | -          | 29     | 2      |
| Totale Hønefoss    | Totale Hønefoss    | Totale Hønefoss    | 50         | 5          |                 | 5               | 1               |                    | -                  | -                  |            | -          | -          | 55     | 6      |
| Totale             | Totale             | Totale             | 194        | 10         |                 | ?               | ?               |                    | -                  | -                  |            | -          | -          | ?      | ?      |